# テキサス州会議事堂
テキサス州会議事堂（テキサスしゅうかいぎじどう、Texas State Capitol）は、アメリカ合衆国テキサス州の州都オースティンに立地する同州議会の議事堂。州政府の中枢であるこの建物には、テキサス州議会の議場のほか、テキサス州知事の知事室も設置されている。テキサスのみならず数々の州庁舎の設計を手がけたことで知られるイライジャ・マイヤーズの設計によるこの建物は1882年から1888年にかけて、土木工学技術者リンゼイ・ウォーカーの指示の下で建設された。この議事堂の庁舎は何回か改築されており、1955年の改築ではエアコンが設置された。直近の改築は1997年に行われた。テキサス州会議事堂はワシントンD.C.のアメリカ合衆国議会議事堂にこそ及ばないものの、全米50州の州会議事堂の中では最大の建物である。
1970年には、議事堂は国家歴史登録財に登録された。また1986年には、議事堂は国定歴史建造物に指定された。アメリカ建築協会が2007年に行った、アメリカ合衆国内の建築物に関する人気投票のトップ150では、テキサス州会議事堂は第92位にランクされた。

## 歴史
現在の州会議事堂は3代目の建物である。テキサス共和国の国会議事堂として機能していた初代の木造建築は合衆国に加盟するテキサス併合まで政府施設として機能していた。1853年、現州議会議事堂と同じ場所に2代目の州議事堂が建てられたが、1881年に火災により倒壊した。ただしこの時にはさらに大きく新たな建物に立て直す計画があった。

### 建築
このネオ・ルネサンス調の庁舎の建設費用は、1876年2月15日に採択された、テキサス州の憲法で公用地の売却を許可されたことによって調達できるようになった。調達にあたっては史上最大の物々交換の1つとして、建築者であるキャピトル・シンジケートとして知られるジョン・V・ファウェルおよびチャールズ・B・ファウェルがテキサス州北西部の回廊地帯の公有地3,000,000エーカー（約12,000km²）が売却された費用で雇われた。このときに売却された土地はのちに世界最大の牛牧場であるXIT牧場となった。この土地の売却益と現金とをあわせて、370万ドル（当時）が建設費用に充てられた。庁舎の実働建設作業員は、主に移民労働者や有罪判決を受けた受刑者であった。作業員の数は最も多いときで1,000人を数えた。この議事堂の庁舎は何回か改築されており、1955年の改築ではセントラルエアコンが設置された。直近の改築は1997年に行われた。
もともとの建設計画では、この議事堂は南東約10マイル (16 km)のオートマンヴィル（現オークヒル）にあるテキサス・ヒル・カントリーで採れる石灰岩を使用して建設する予定になっていた。しかし、石灰岩の鉄分量が多く風雨にさらされ錆ですぐに変色するなど、石灰石の品質が一定でないことが懸念された。この懸念を聞きつけたジョージ・W・レイシー、ニムロッド・L・ノートン、ウィリアム・H・ウェストフォールなどマーブルフォールズ近くに連なるグラニート・マウンテン採石場の所有者たちは、議事堂建設に必要となる量の花崗岩を無料で提供した。やがてこのピンク色をした花崗岩はオースティンのダウンタウンに建つ多くの州政府の建物の表層に使用され、Texas Pink Granite（テキサスのピンク花崗岩）と呼ばれた。近年になって、この石材はSunset Redという名前でマーケティングが行われるようになった。採石場からオースティン駅まで運ぶためオースティン・ノースウエスタン鉄道の2.3マイル (3.7 km)の新たな分岐線が建設された。しかし線路のカーブがやや鋭すぎて時々脱線してピンク花崗岩を落としてしまうことがあった。この落石の多くはまだ残っており、観光名所となっている。オークヒルの石灰岩は議事堂建設に多く使用されているが、その多くが壁の後ろまたは基礎などで見えない部分に使用されている。以来、グラニート・マウンテンのピンク花崗岩はオースティン地区の多くの州政府施設で使用された。900人の労働者のうち86人がスコットランドから来た花崗岩加工職人であった。
議事堂の礎石は1885年のテキサス独立記念日である3月2日に置かれた。1888年4月21日のサンジャシント記念日に未完成のまま供用が開始された。5月18日、テキサス州上院議員テンプル・ヒューストンにより正式に除幕式が行なわれた。5月14日から19日の1週間に亘り祝典が開催され、軍のマーチングドリル、投げ縄、野球試合、ドイツコーラス、花火などが行なわれ2万人が訪れた。来場者は花崗岩の欠片、作曲家でピアニストのレオノラ・ライヴス・ディアスの「"State Capitol Grand Waltz"」のレコードなど記念品を買うことができた。

### 景観

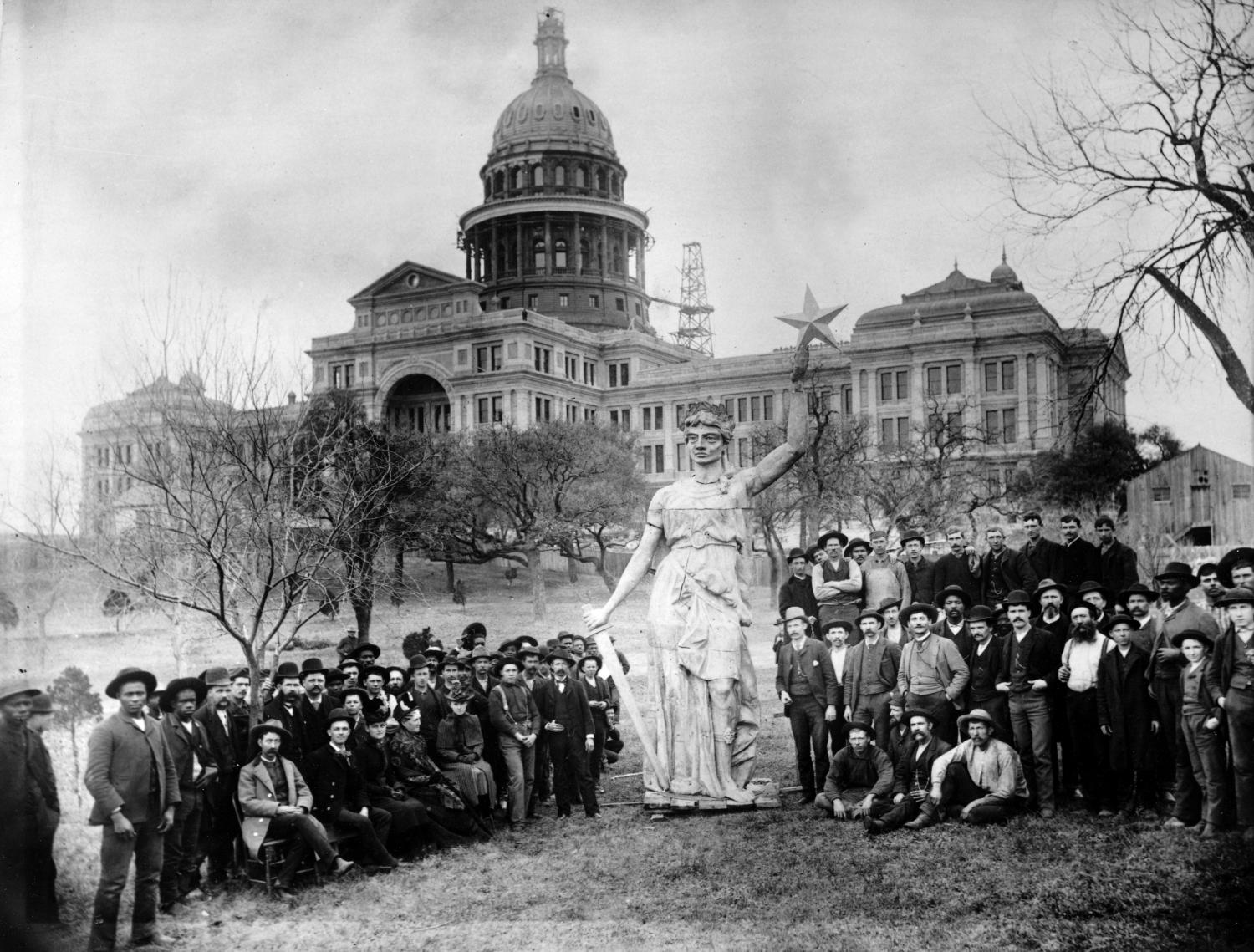
1888年、ドームに設置する前に地面に置かれた自由の女神像

1931年、オースティン市は州会議事堂を視覚的に目立たせるために新たな建物の高さを最高200フィート (61 m)に制限する条例を制定した。1960年代まで、テキサス大学オースティン校本校舎のみが制限より高かったが、1962年に開発者は州会議事堂に隣接した新たな261-フート (80 m)の住居用高層建築物となるウエストゲート・タワーの建設を発表した。プライス・ダニエル州知事はこれに反対を表明し、ヒューストンの州下院議員のヘンリー・グロヴァーは土地を接収する法案を提出したが2票差で否決された。最終的に1966年にウエストゲート・タワーが完成したが、建設が進み高くなるごとに議事堂の景観をめぐり論争となっていった。
その後も307-フート (94 m)のドビー・センター(1968年設計)を始めとして、ダウンタウンに多数の銀行タワーができ、395-フート (120 m)のワン・アメリカン・センター(1982年)が最高となった。1983年初頭、ウエストゲート・タワーやこれらの建築物に着想を得て、州上院議員のロイド・ドジェットや州下院議員のジェラルド・ヒルはオースティン周辺の州会議事堂の景観を遮断する建築を許可しないように"Capitol View Corridors"の法案を提出した。1983年5月3日、この法案が署名され、州により保護された30の景観コリドーを交差する建築は禁止するものとなった。市も同様の規則を採用し、コリドーの多くが州からも市からも守られることとなった。

### 増築および修復

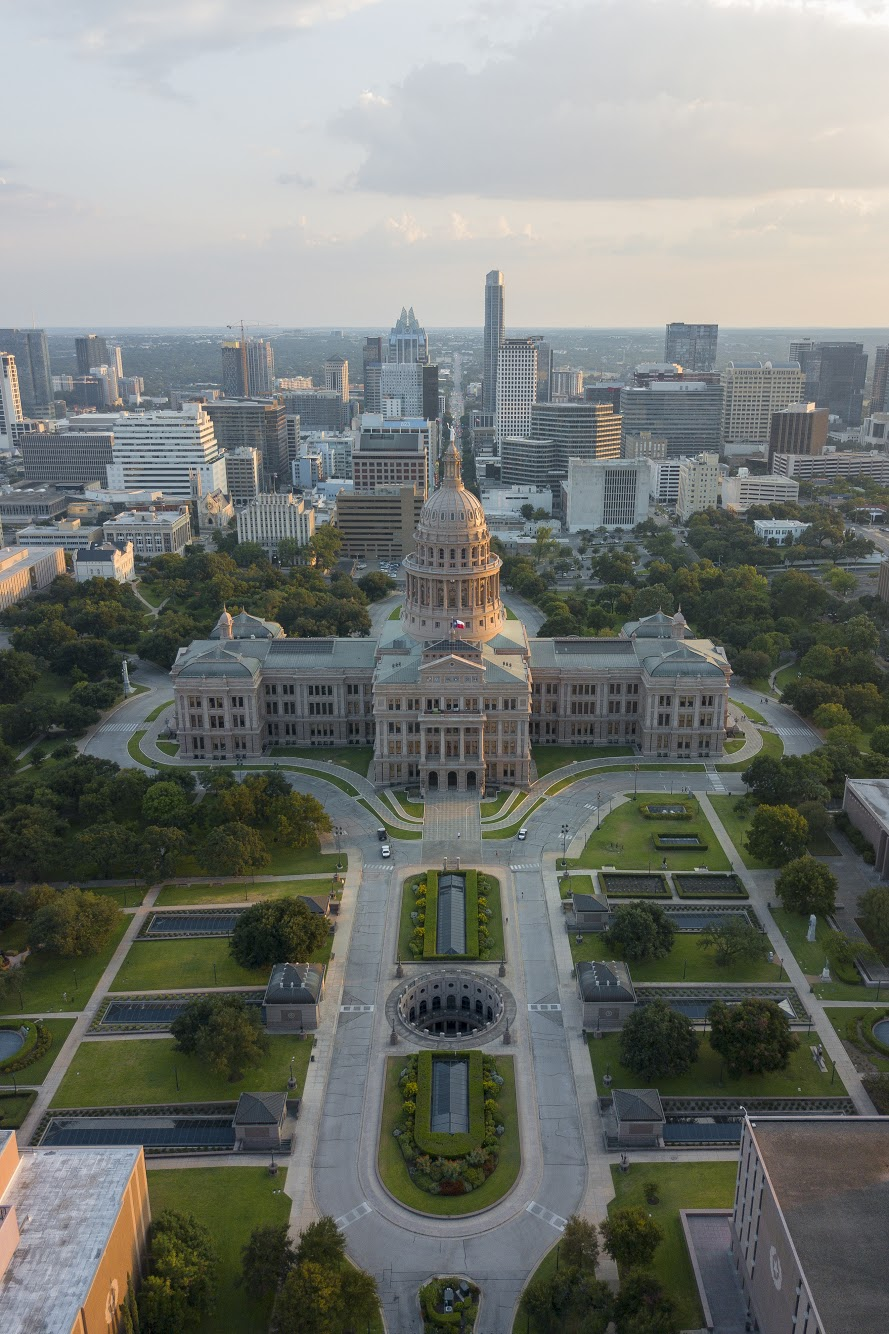
ロタンダと天窓を特徴とする州会議事堂全景の航空写真

1983年2月6日、当時副知事であったウィリアム・P・ホビー・ジュニアのアパートメントから火が上がった。ホビー家の来客が亡くなり、消防署員4人と警察官1人が負傷した。州会議事堂は公文書が山積みになっており、火は激しくなり、その骨組みは崩壊寸前の危険な状態となった。これにより東のウィングが甚大な被害を受け、鉄柱や梁が剥き出しとなり大きな損害を受けて骨組みの多くが損なわれた。
火災ののち、州は機械および構造システムを当時の現代的水準に更新する大規模な再建を行なうこととした。1985年11月、ドームの頭頂部にあった初代自由の女神像がヘリコプターで撤去された。1986年6月、初代の亜鉛像から型を取り、テキサス州兵では約3,000-ポンド (1,400 kg)の像を持ち上げる力がなかったため、ミシシッピ州兵によりアルミ鋳造の新たな像がドーム頭頂部に設置された。初代像は修復され、1995年、敷地内の特設展示場に設置され、2001年にバロック・テキサス州立歴史博物館に移設された。
1988年から1990年、敷地内のGeneral Land Office Buildingが改修および更新され、州会議事堂ビジターセンターがこの中に移転し、州会議事堂内にスペースができた。1903年から1920年、テキサス連合国博物館が1階に位置していたが、公有地管理局に移転した。
手狭となり、新たなウィングを増築が検討された。北側に増築するのが合理的とされたが、ファサードおよび重要な公共スペースが損なわれるとして、北側の地下に増築されることとなった。
1993年、7,500万ドルをかけて北側地下4階の増築が完成し、稼働面積が倍になり機能面も大幅に向上した。増築部分を含めると667,000平方フィート (62,000 m2)となり、床面積が約2倍となるが、大きな天窓が窓プランターを設置しているように見せかけ、4階建てで吹き抜けのロタンダを除くと地上部で大規模建築であることを示すものはあまりない。1995年、屋内外の大規模な修復が約9,800万ドルをかけて完成した。1997年、800万ドルをかけ、建物周囲を公園のようにする修復が行なわれた。
2016年、大規模な修復計画が開始した。Texas Facilities Commission、パートナーシップ諮問委員会、General Land Office Building、Texas State Preservation Board、Texas Historical Commissionの参加および協力を得て、広場の「キャピトル・エクステンション」の拡大となる「テキサス・モール」を造成する計画を立てた。また当時周辺に点在していた州当局の事務所の賃貸費用の上昇を州所有施設に集約させることにより対処することも目的の1つであった。計画完了後、コングレス・アベニューは並木道の歩行者天国のモールとして、北の15番通りから18番通りまで芝生が敷かれた。車両は緊急および福祉のものに限られる。18番通りからマーティン・ルサー・キング・ジュニア・ブールヴァ―ドまで降車レーンと共に芝生が続く。

## 設計および特徴

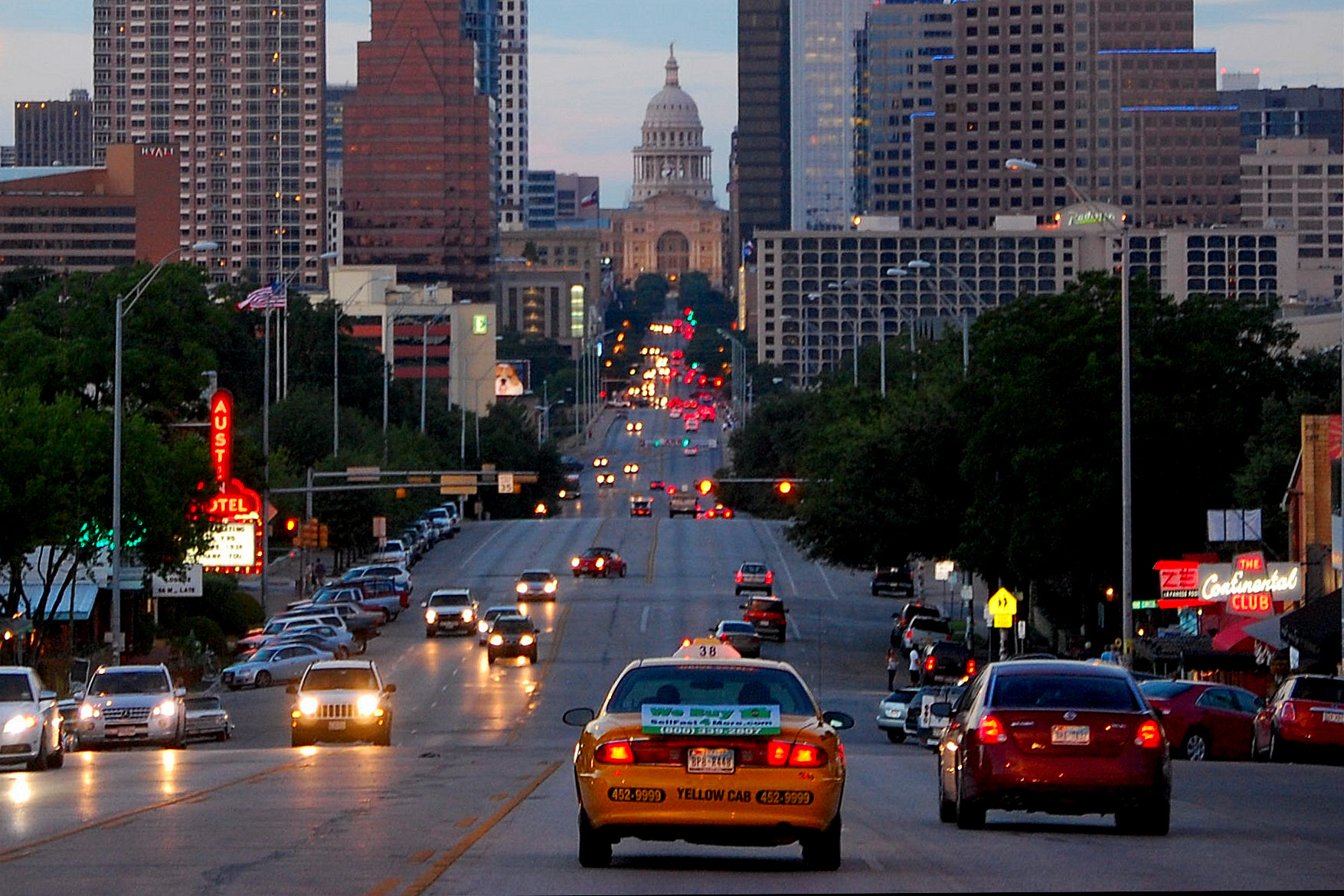
コングレス・アベニューからのオースティンのダウンタウンおよび州会議事堂

オースティンのダウンタウンを見下ろす丘の上に建てられ、メインの出入口は南のコングレス・アベニュー歴史地区に面し、終端眺望を形成する。北端はテキサス大学オースティン校の南4ブロックに位置する。

### 建物
中央部は4階建ての直方体に近い形で中央部にドームがあり、3階建てのウィングが東西に伸びる。ゴシック・リヴァイヴァル建築様式で建てられ、アメリカ合衆国議会議事堂の設計をモデルにしているが、その外装は地産の赤い花崗岩で’覆われている。拡張部を除き、床面積360,000平方フィート (33,000 m2)、土地専有面積2.25-エーカー (0.91 ha)となり、全米50州の州会議事堂の中で最大の床面積を有している。高さではアメリカ合衆国議会議事堂よりも5m高い。400室近く、窓数900以上を有している。
中央部の内側にはドームの下にオープンなロタンダが広がる。重厚な鋳鉄の階段がロタンダの側面に設置され他の階と繋ぐ。テキサス州議会の上下院2つの議場が2つのウィングの2階中央部の2倍の高さの部分に位置し、3階の傍聴席から見下ろすことができる。他の部分には事務所、裁判所、公文書庫などの他、地下の拡張部にも事務所がある。

#### パブリックアートおよび博物館
中央の円形をした大広間のロタンダにはテキサス共和国の過去の歴代大統領および歴代州知事の肖像画が飾られている他、ささやきの回廊ともなっている。南のロビーにはデイヴィッド・クロケットの肖像画、サンジャシントの戦いのサンタ・アナ将軍降伏画、エリザベート・ネイの制作によるサミュエル・ヒューストンおよびスティーブン・オースティンの彫刻が展示されている。1903年から1920年、テキサス連合国博物館が1階に位置していたが、General Land Office Building（現、議事堂ビジターセンター）に移転した。

### 屋外
周囲22エーカー (8.9 ha)の土地には彫像やモニュメントが建てられている。1888年、土木技師のウィリアム・マンロー・ジョンソンが屋外部分の改修のために雇われた。1891年に最初の像となるアラモの戦いの英雄たちを追悼するモニュメントが設置された頃には、ジョンソンの計画の主要部分が整っていた。白黒の菱形で舗装された「グレート・ウォーク」は木々で縁どられている。初期のモニュメントではアラモの英雄モニュメント(1891年)、ボランティア消防士像(1896年)、連合国の兵士像(1903年)、テリーズ・テキサス・レンジャーズ・モニュメント(1907年)の4つの像が最も古く、「グレート・ウォーク」の並木道に沿って設置されている。2013年春、ベトナム退役軍人モニュメントが着工し、2014年3月29日、落成式が行なわれた。
2005年、州会議事堂敷地内のモーセの十戒の花崗岩像が合憲であるかを問うヴァン・オーデン対ペリーが合衆国最高裁判所で争われた。2005年6月下旬、5対4で合憲とされた 。

## ギャラリー

### 外装

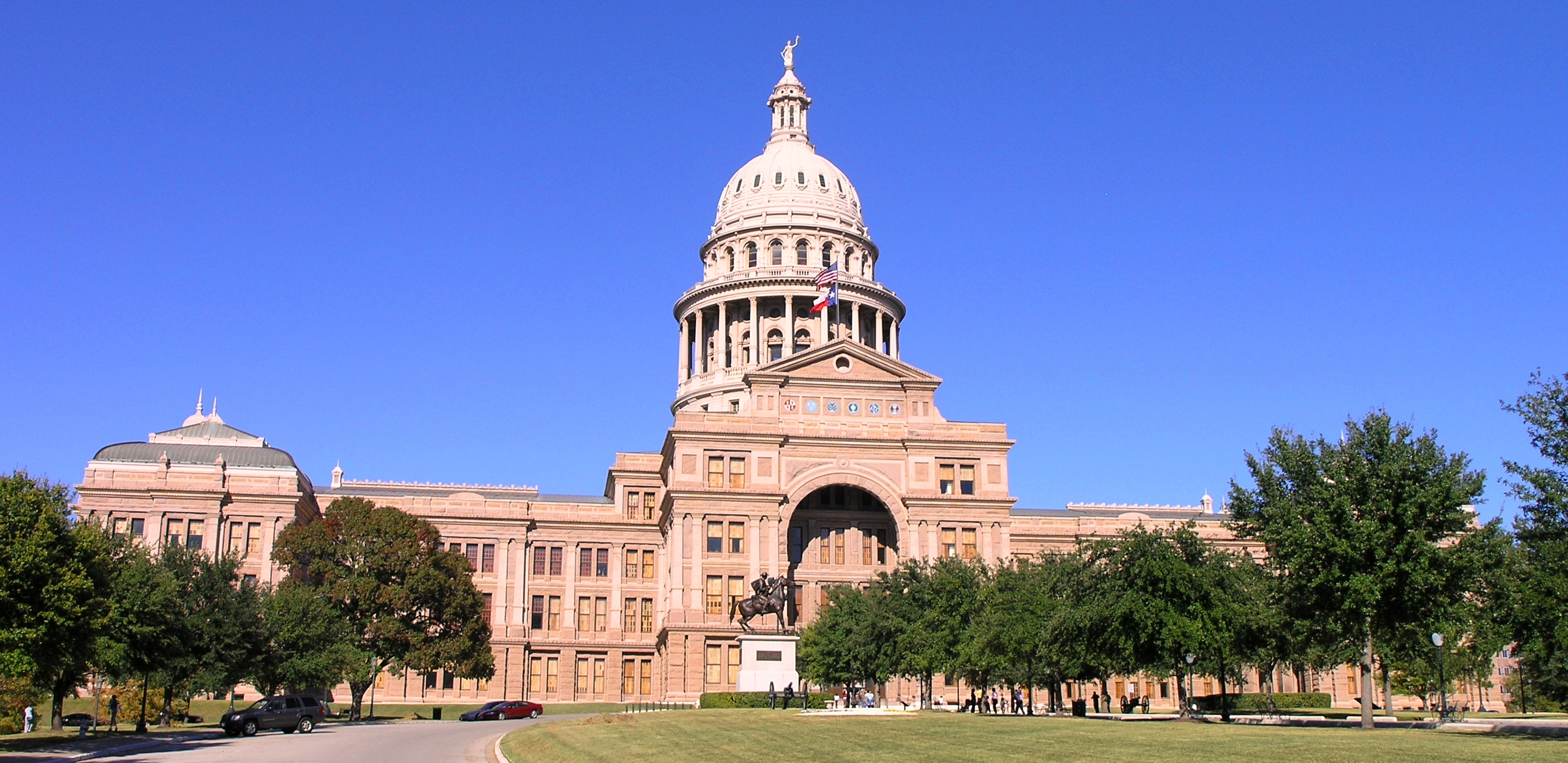
南側から
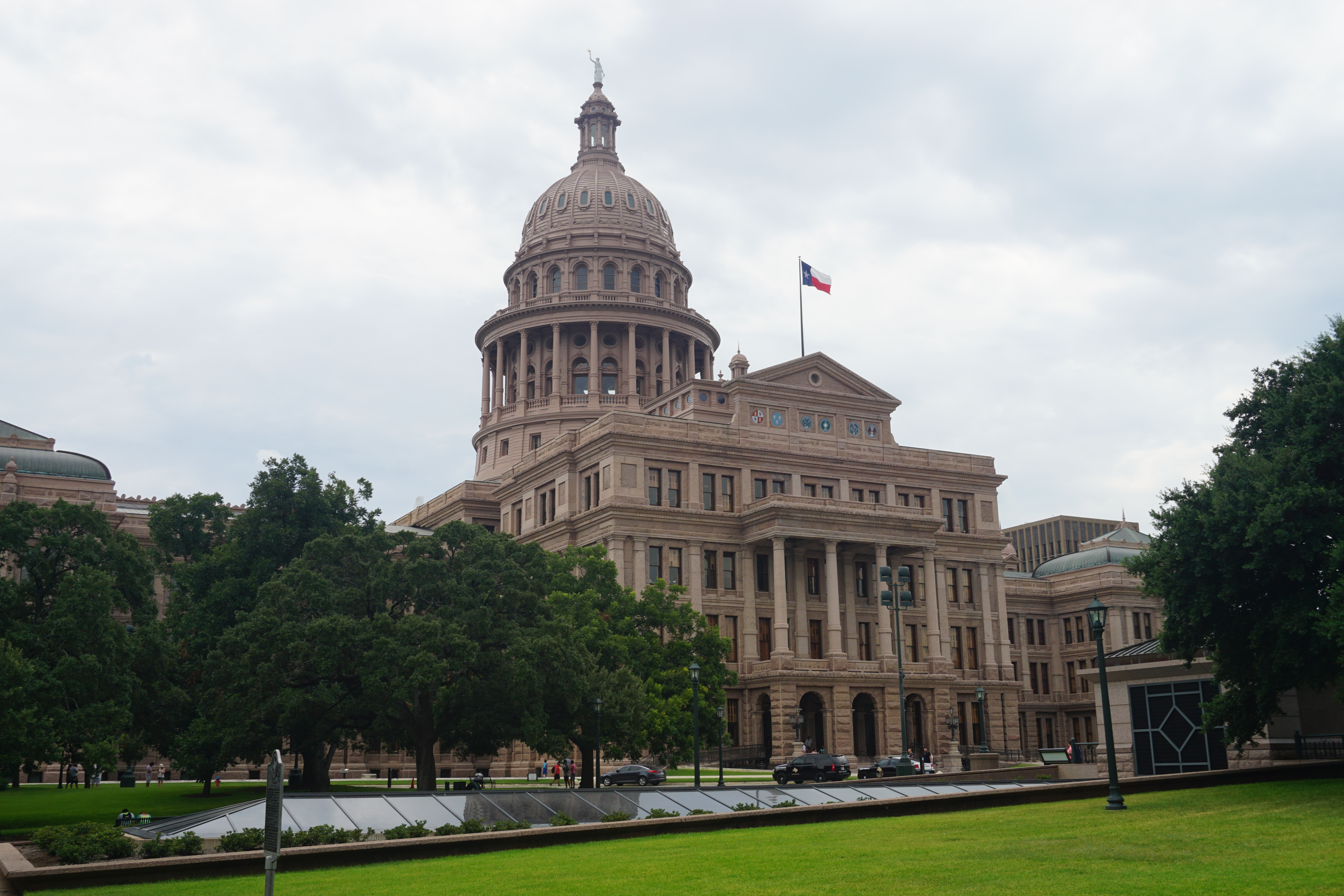
北側から
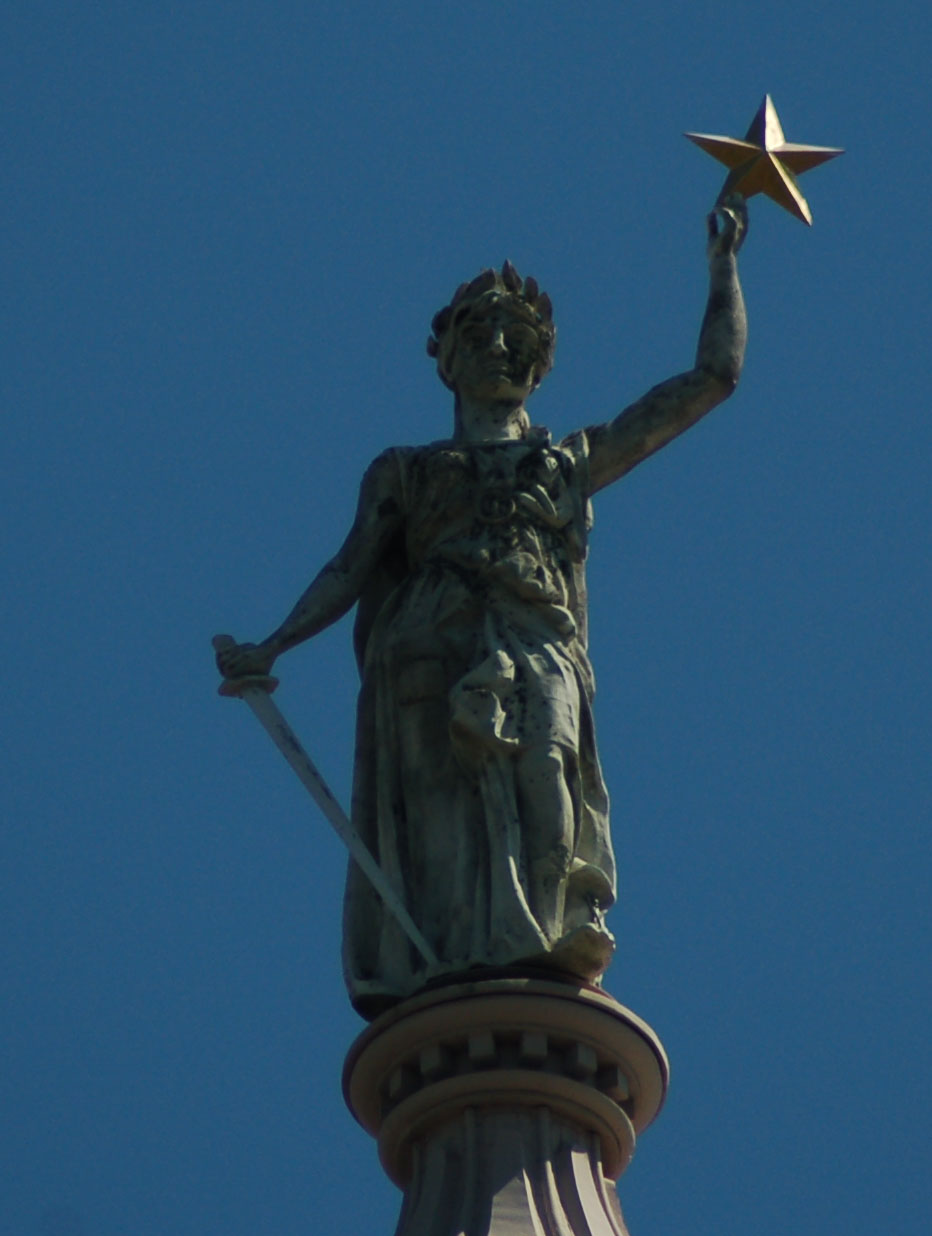
上部にある自由の女神像
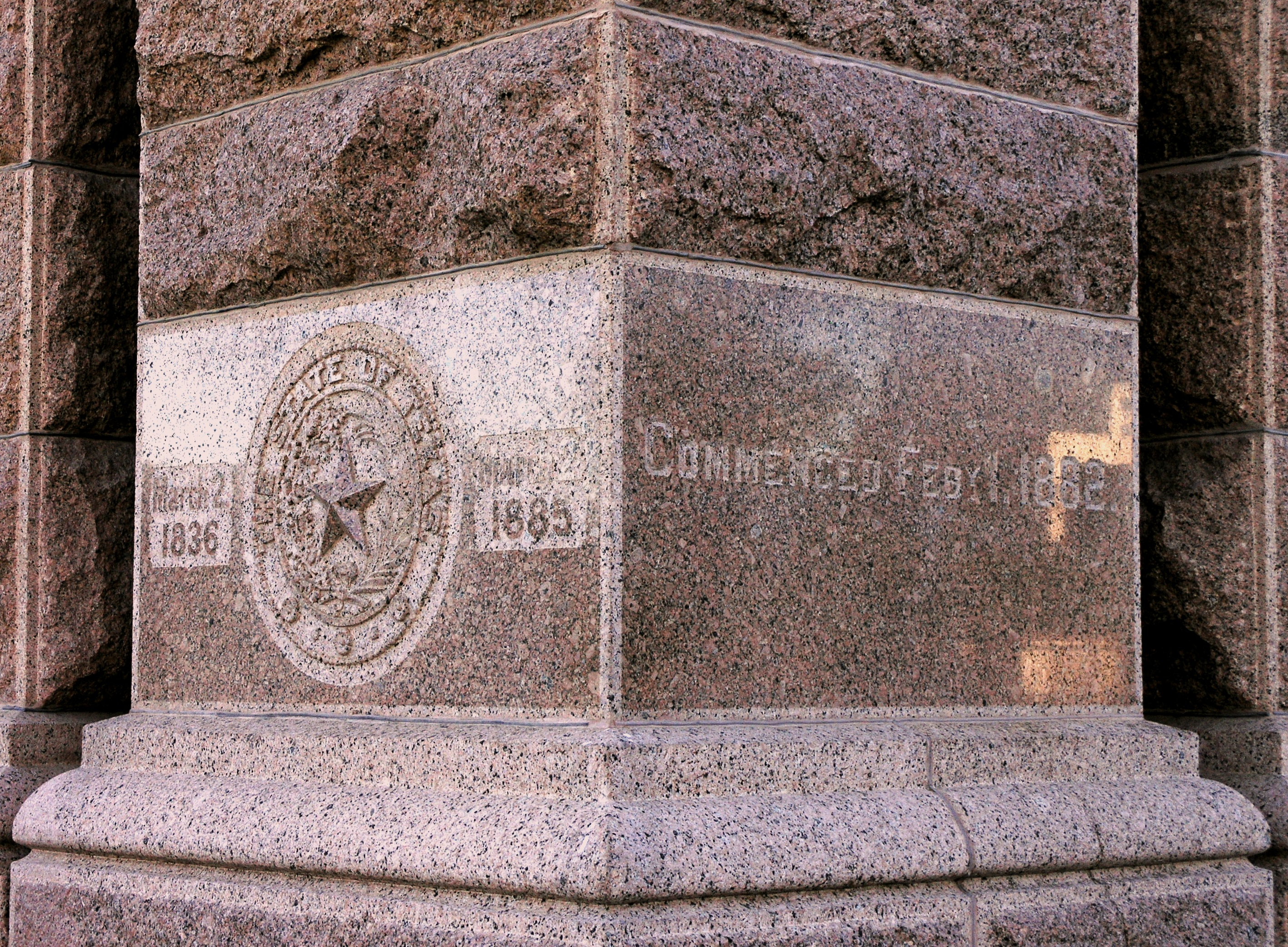
建物の隅石

### 内装

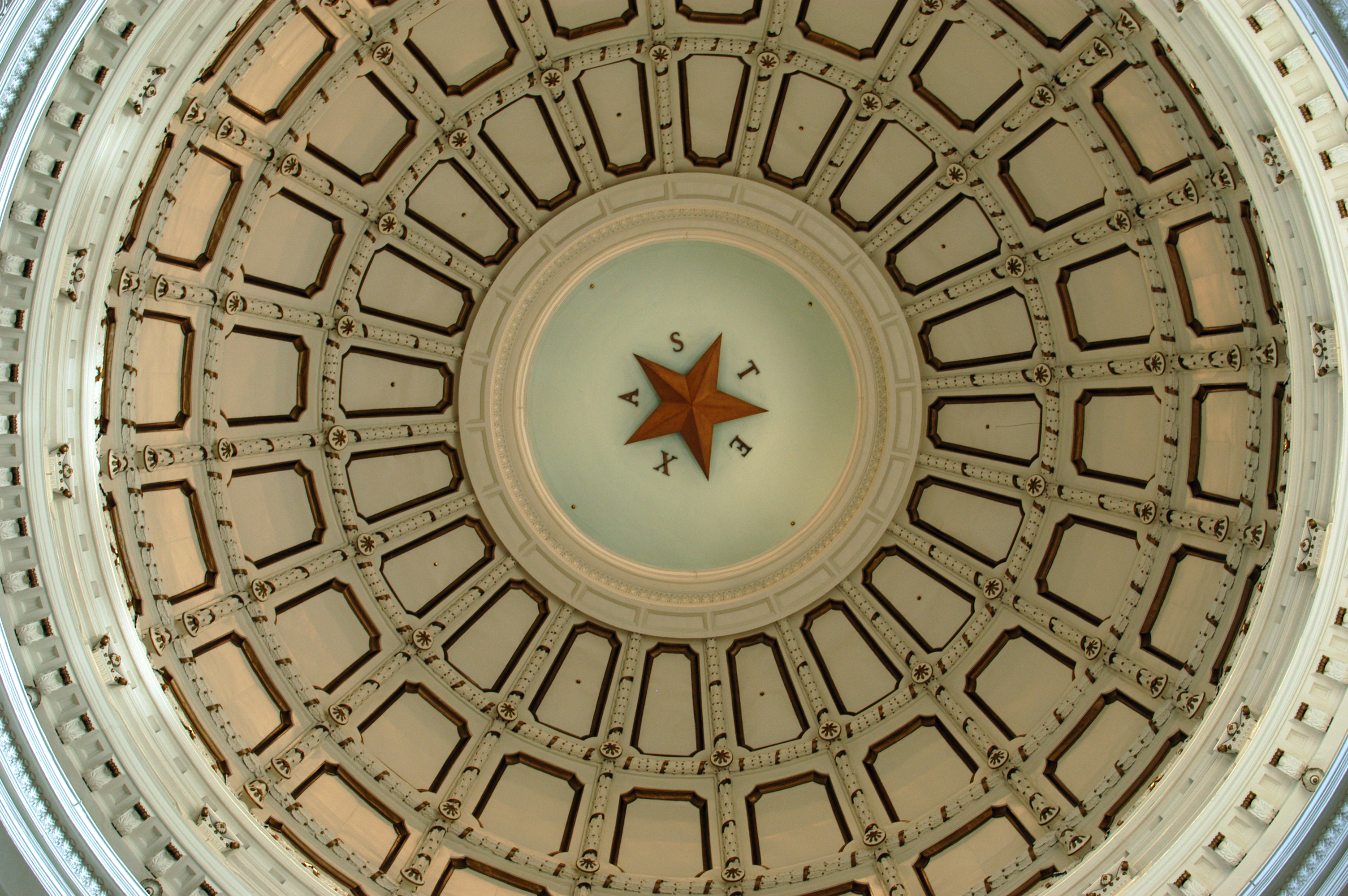
ドーム内部
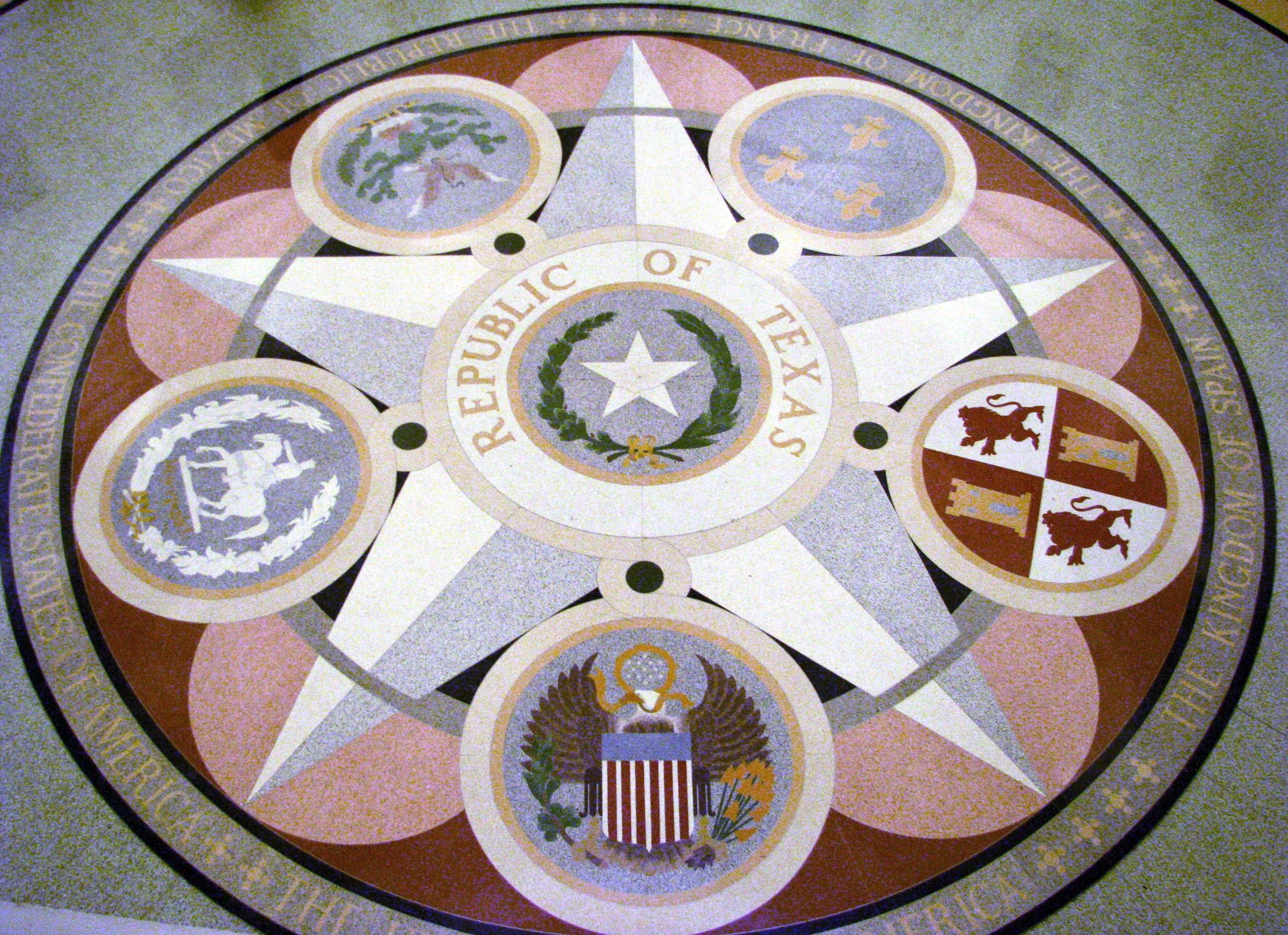
人造大理石のモザイクによる歴史的にテキサスを統治してきた6箇国の紋章
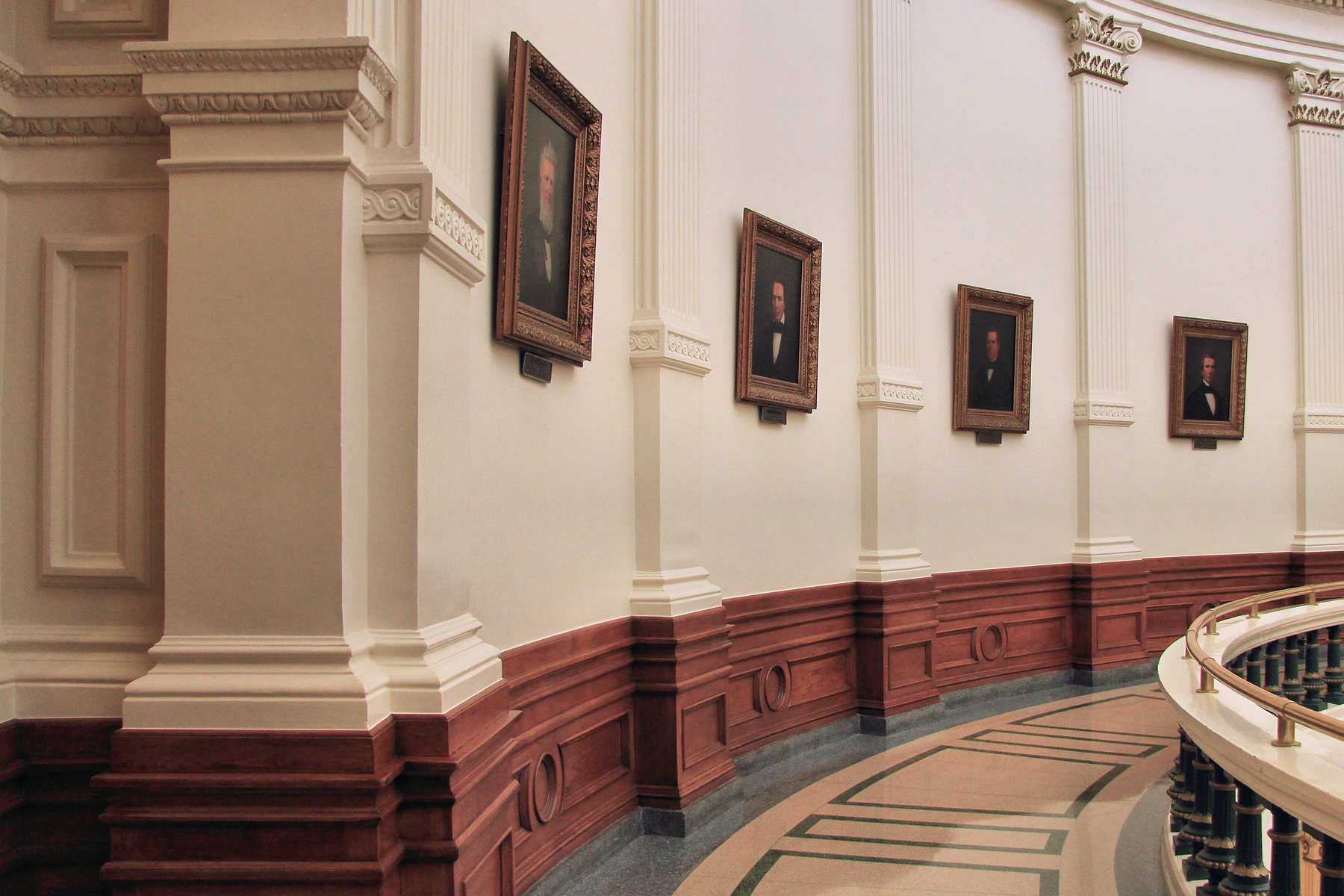
ロタンダ沿いの肖像画
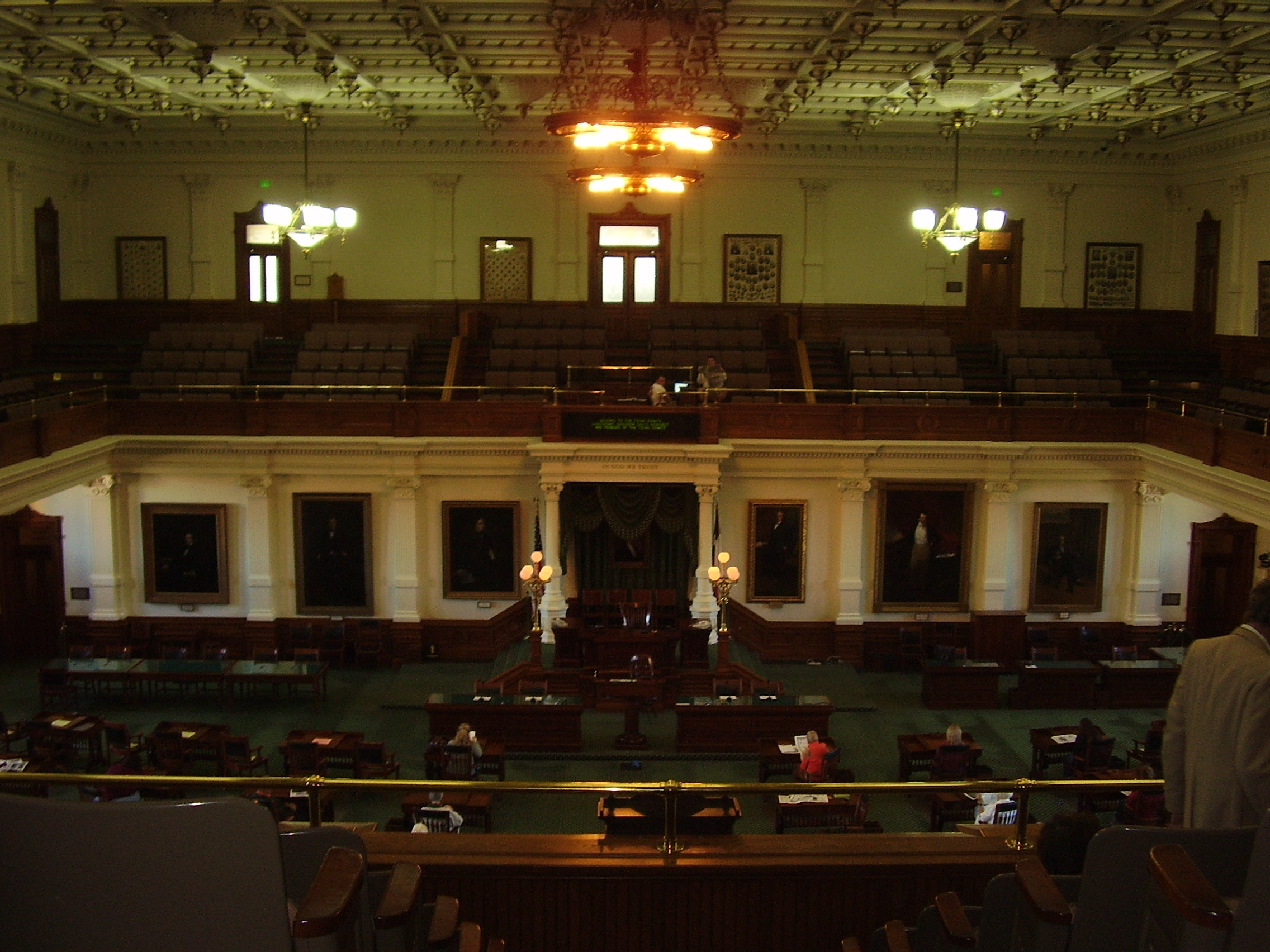
テキサス上院会議場
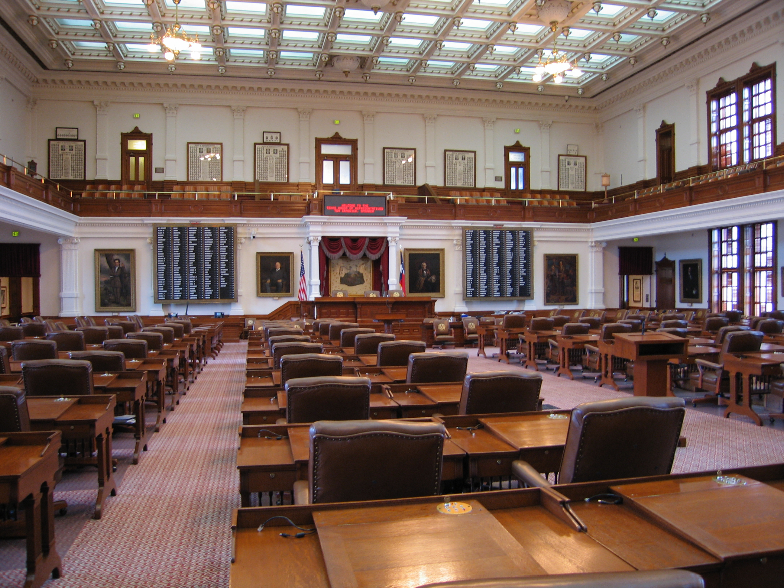
テキサス衆議院会議場
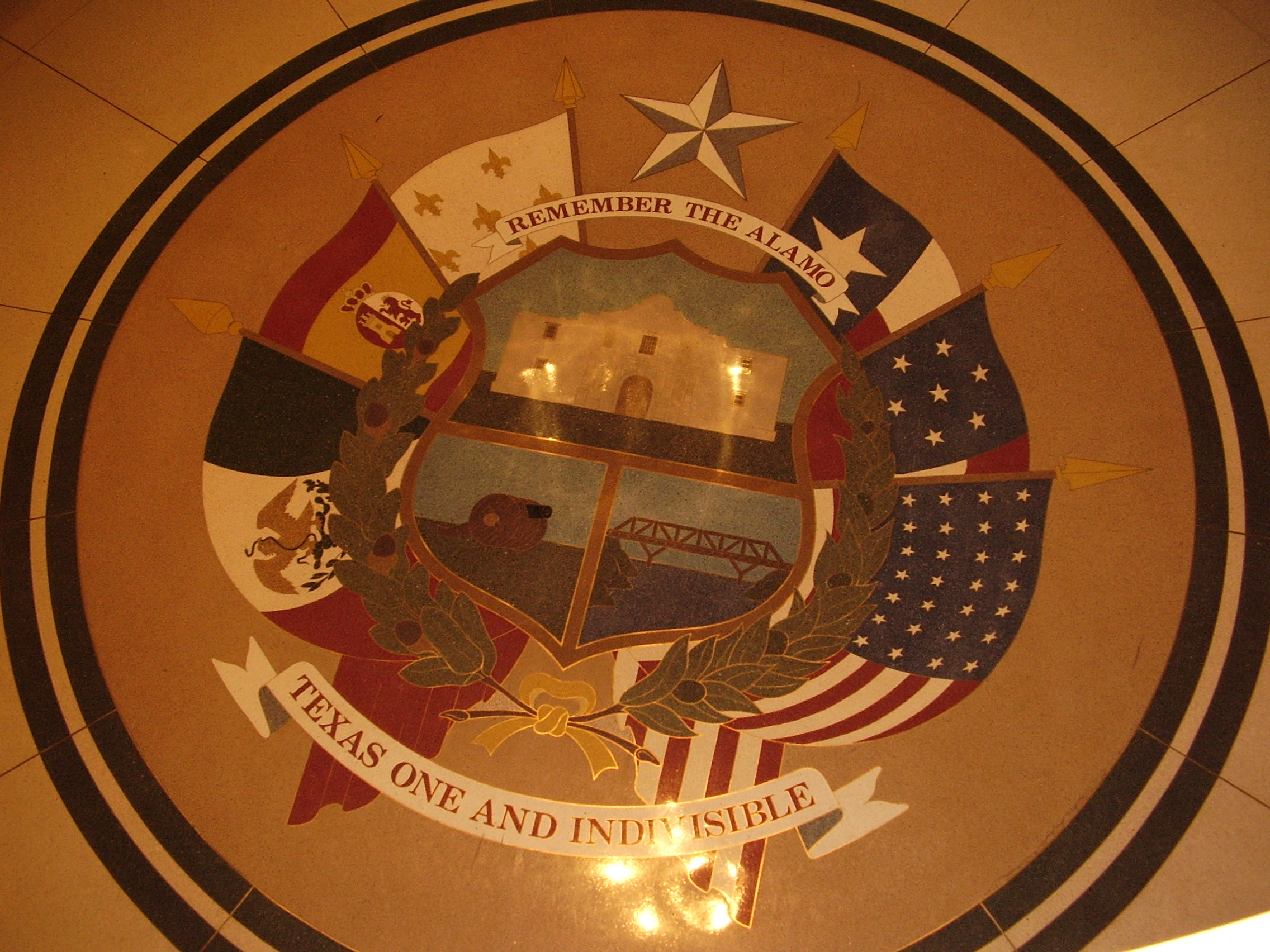
シックス・フラッグスが描かれた人造大理石のモザイクによるテキサス州章
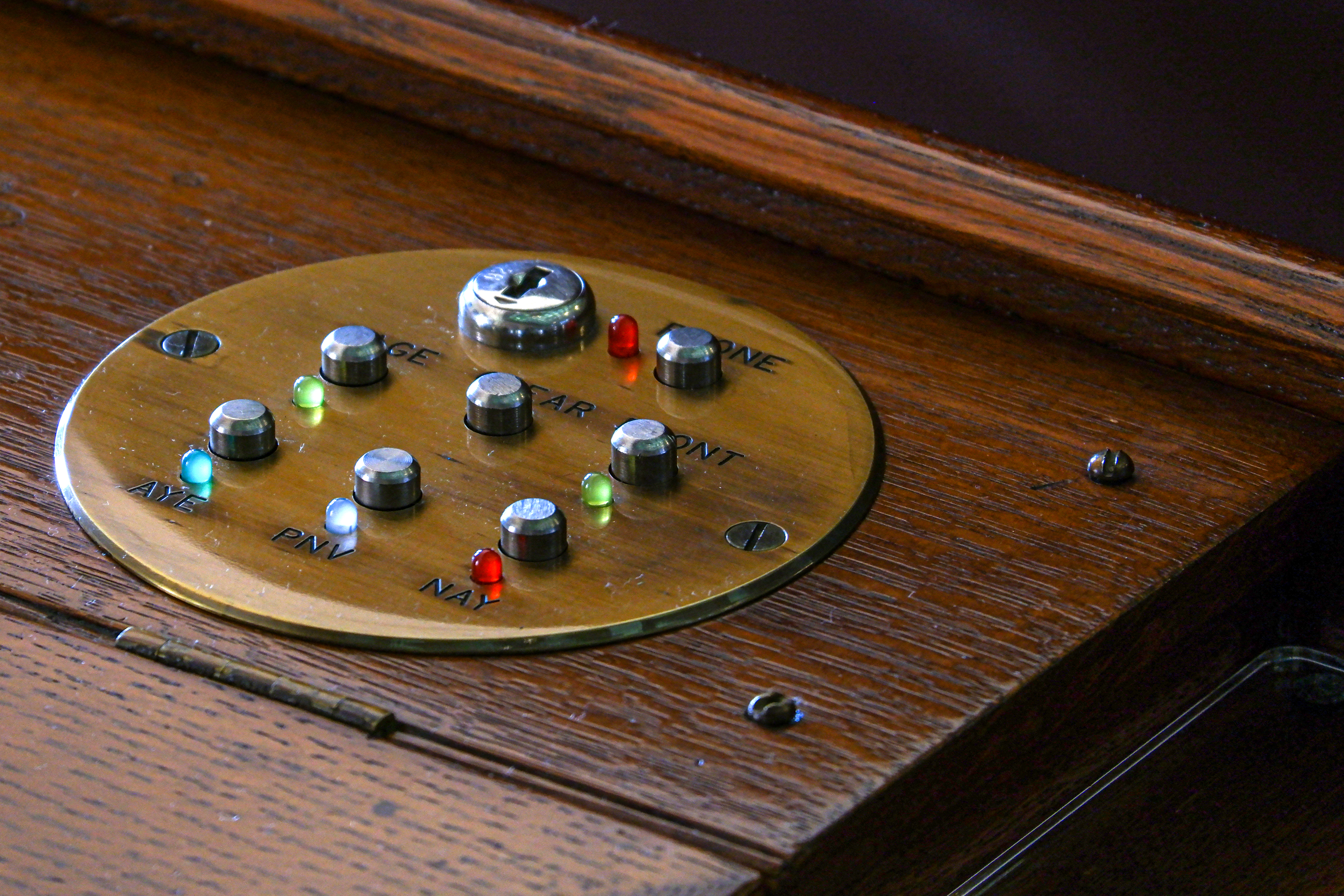
下院の投票ボタン

### 屋外

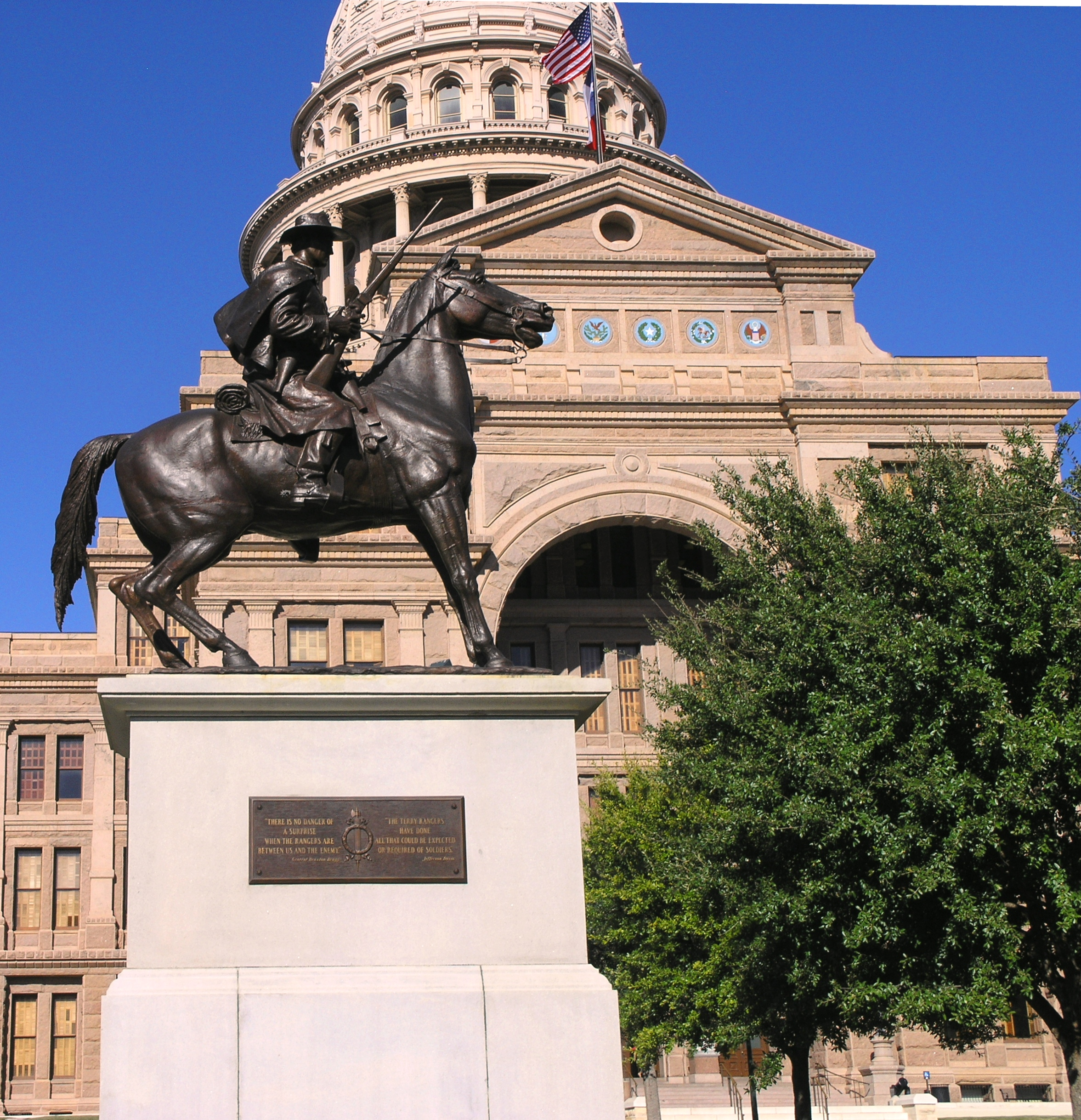
ベンジャミン・フランクリン・テリー（英語版）のテキサス・レンジャーであるテキサス第8騎兵隊の像
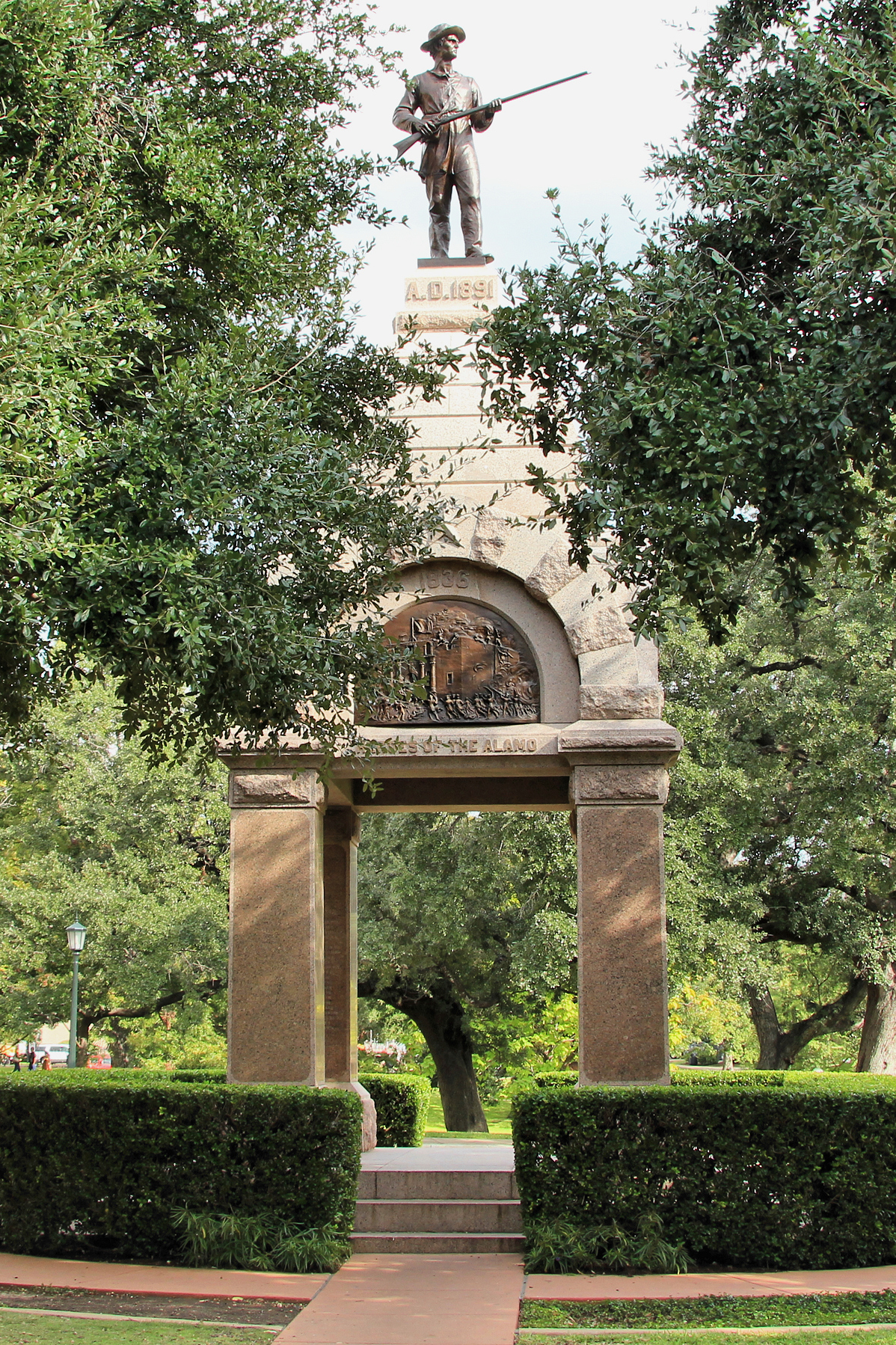
アラモの戦いの英雄像
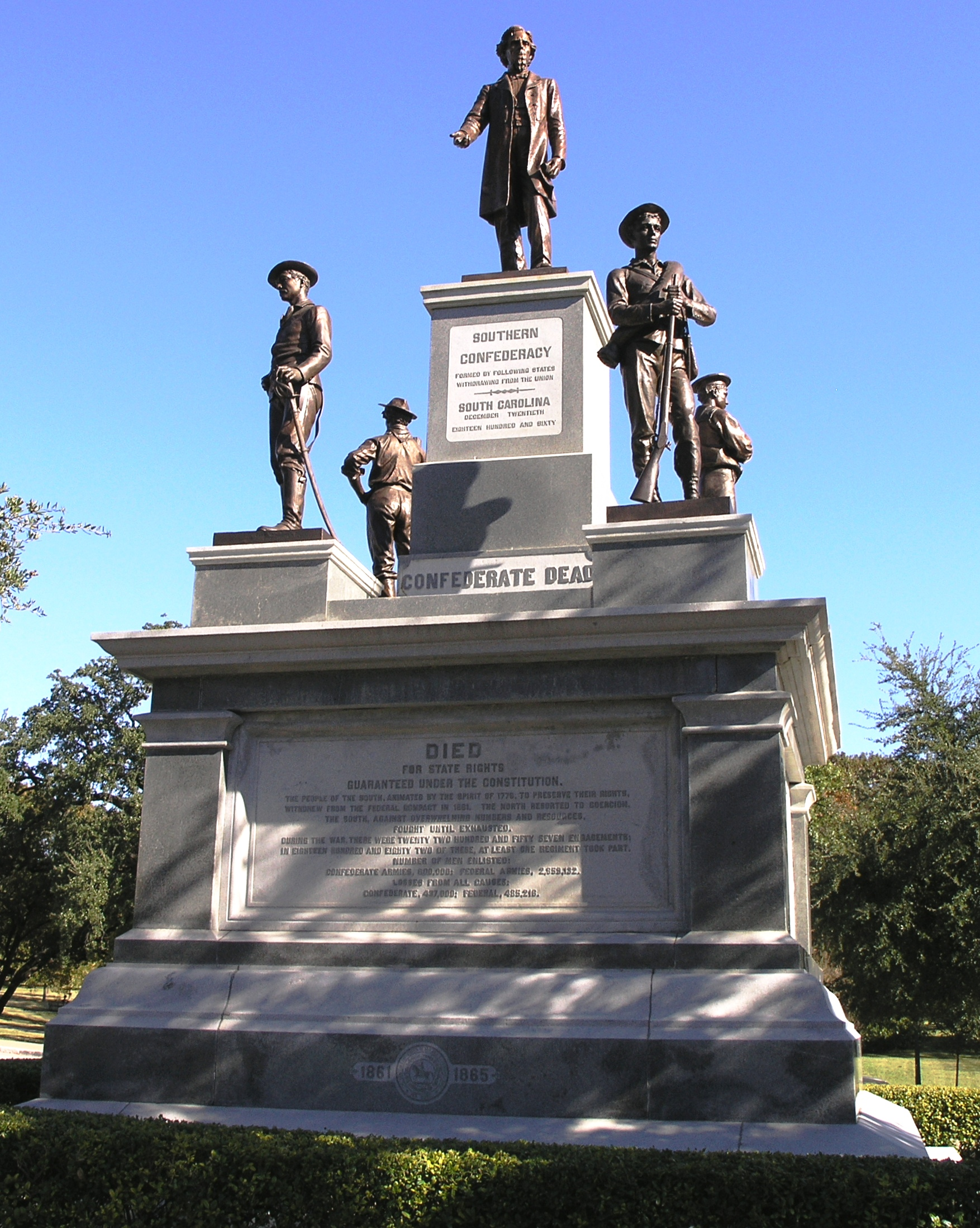
アメリカ連合国の兵士の像
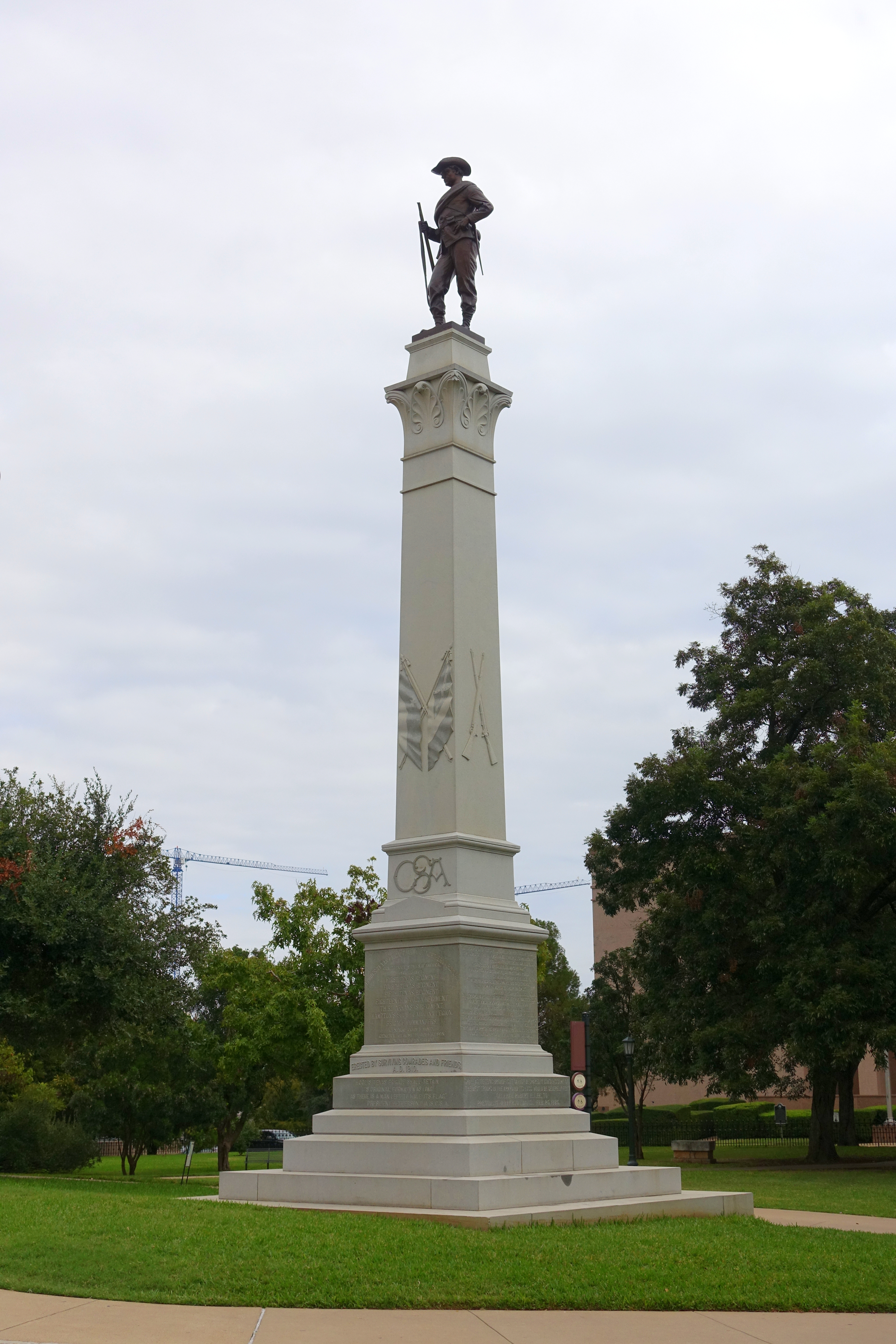
ジョン・ベル・フッドのテキサス旅団像
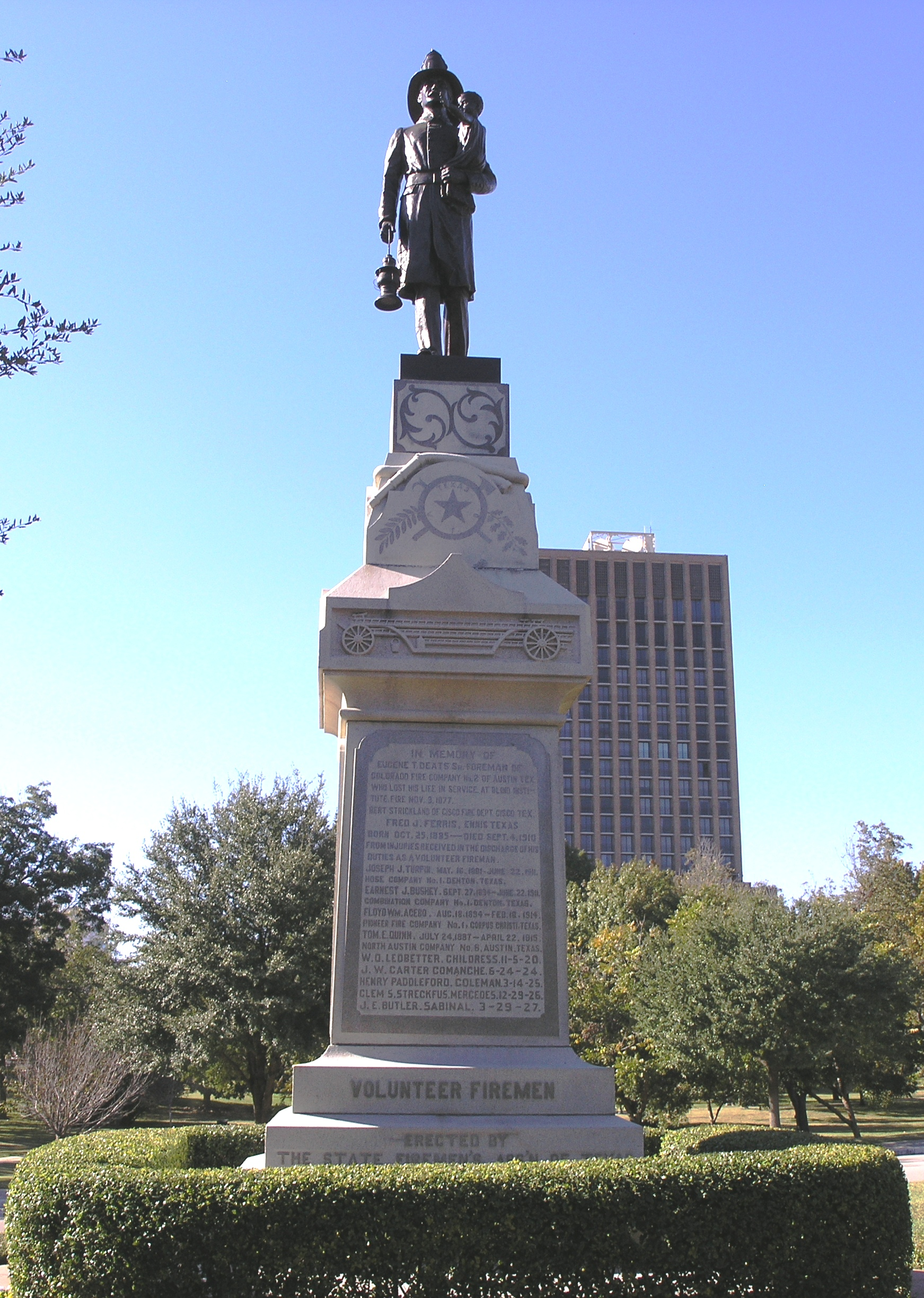
ボランティア消防士像